# باشگاه فوتبال پادوا
باشگاه فوتبال پادوا  (به ایتالیایی: Calcio Padova) باشگاه فوتبال ایتالیایی است که در شهر پادوا قرار دارد.
الساندرو دل پیرو فوتبال حرفه‌ای خود را از این باشگاه آغاز کرد.
این باشگاه در سال ۱۹۱۰ تأسیس شده‌است.